# مسرح هايز
يقع مسرح هايز (المعروف سابقًا باسم ليتل ثياتر، وقاعة نيويورك تايمز، ومسرح وينثروب آميس، ومسرح هيلين هايز) في شارع 240 ويست 44 في منطقة المسارح بوسط مانهاتن في مدينة نيويورك. وسُمِّي المسرح تيمناً بالممثلة هيلين هايز، وتديره حاليًا مؤسسة سيكند ستيج. يُعد أصغر مسرح على مسارح برودواي، حيث يتسع لـ 597 مقعداً موزعاً على مستويين. بُني المسرح عام 1912 على يد المُنتج وينثروب آميس، وصممه مكتب إنغالز وهوفمان بطراز العمارة الجورجية. كانت سعته الأصلية تحتوي على 299 مقعداً في طابق واحد، لكن في عام 1920 أضاف المهندس هربرت جاي كراب شرفة لزيادة استيعاب ليتل ثياتر. وقد استُخدم هذا المسرح على مدار تاريخه كقاعة لعروض مسرحية، وقاعة مؤتمرات، واستوديو بث.
تُعد الواجهة وأجزاء من الداخل في مسرح هايز من معالم مدينة نيويورك. تتكون الواجهة في معظمها من الطوب الأحمر، ويقع المدخل الرئيسي ضمن قوس في الجزء الشرقي من الطابق الأرضي، بينما تحتل مخارج الطوارئ باقي مساحة هذا الطابق، مع حماية من خلال مظلة علوية. يرتبط المدخل الرئيسي بقاعة تذاكر، إلى جانب بهو يتميز بسقف مقبب وسلالم. أما القاعة الرئيسية فتزدان بزخارف جبسية تتبع تصميمات على طراز آدم، وتحتوي على مستوى أوركسترا مائل، وشرفة واحدة، وسقف مسطح. إضافة إلى ذلك، تتوزع مساحات أخرى في المسرح، مثل الصالات.
كان وينثروب آميس يهدف إلى تخصيص "ليتل ثياتر" للعروض المسرحية الجديدة، لكن عدم تحقيقه للأرباح دفعه إلى توسيع المسرح في غضون عقد من افتتاحه. قام آميس بتأجير المسرح لأوليفر موروسكو عام 1919، ثم لجون غولدن عام 1922. وفي عام 1931، اشترت صحيفة نيويورك تايمز المسرح مع نية هدمه، لكنه استمر في استضافة العروض حتى عام 1941، حيث تم تحويله إلى قاعة مؤتمرات. وفي عام 1951، أصبح المسرح استوديو بث لشبكة أيه بي سي. عاد "ليتل ثياتر" لاستضافة عروض برودواي بين عامي 1963 و1965، قبل أن يصبح استوديو لشركة "ويستينغهاوس" لتصوير برامج منها "عرض ميرف غريفين". وفي عام 1977، عاد المسرح لاستضافة عروض برودواي مجددًا، ليُباع بعدها لمارتن ماركنسون ودونالد تيك، اللذين أطلقا عليه اسم مسرح هيلين هايز عام 1983. اشترت مؤسسة "سيكند ستيج" المسرح في عام 2015، وأعادت افتتاحه في عام 2018 مع اختصار الاسم إلى "مسرح هايز".

## الموقع
يقع مسرح هايز في 240 ويست ستريت 44، على الرصيف الجنوبي بين الجادة الثامنة والجادة السابعة، بالقرب من ميدان تايمز في منطقة المسارح بوسط مانهاتن في مدينة نيويورك. تبلغ مساحة قطعة الأرض التي يقع عليها المسرح حوالي 7,225 قدم مربع (671.2 م2)، وتأخذ شكلًا مستطيلًا تقريبًا مع نتوء صغير في نهايتها الغربية، ويبلغ عرض الواجهة 75 قدم (23 م) على شارع 44 وعمقها 100.42 قدم (31 م).
يقع مسرح هايز في قلب الكتلة الحضرية، متجاورًا مع "مسرح سانت جيمس" من الغرب، و"مطعم سارديس" و"1501 برودواي" من الشرق. وإلى الجنوب منه يحدّه "255 ستريت 43 ويست" و"229 ستريت 43 ويست". وعبر "شارع 44" نجد "فندق رو نيويورك سي" في الشمال الغربي، ومسرحي "ماجيستيك" و"برودهورست" في الشمال، و"مسرح شوبيرت" وون أستور بلازا في الشمال الشرقي. كما تحيط بمسرح هايز مجموعة من الهياكل الثقافية والترفيهية منها مسارح "جون جولدن"، و"برنارد بي جاكوبس"، و"جيرالد شوينفيلد"، و"بوث" في الشمال. وإلى الجنوب يقع "فندق كارتر" السابق، و"مسرح تود هايمز"، و"مسرح ليريك".
قبل تطوير المسرح كان الموقع جزءًا من ممتلكات عائلة أستور واحتوى على عدة منازل بلون بني حجري.

## التصميم
صمّم مسرح هايز من قبل إنغلس وهوفمان لصالح المتعهد وينثروب إيمز، باستخدام عناصر من الطرازات الفيدرالي الجديد،  والاستعماري،  والإحياء الجورجي. وقد بُني المسرح في الأصل عام 1912 باسم "ليتل ثياتر". كان تصميم "ليتل ثياتر" الأصلي يضم مستوى واحدًا من المقاعد، بهدف إعطاء روّاد المسرح شعورًا بأنهم "ضيوف مؤقتون لدى إيمز، في بيت استعماري قديم خلف جدار حديقة، بقيَ دون أن يطاله التطور، بواجهة غير متأثرة وتعديلات داخلية قام بها هاوٍ مسرحي". اكتمل التصميم الحالي ذو المستويين في عام 1920 بواسطة هربرت جاي كرب، الذي أصبح لاحقًا من أبرز مهندسي مسارح برودواي. يُدار مسرح هايز منذ 2018 من قبل شركة "مسرح سيكند ستيج" وهي شركة مسرحية غير ربحية.

### الواجهة

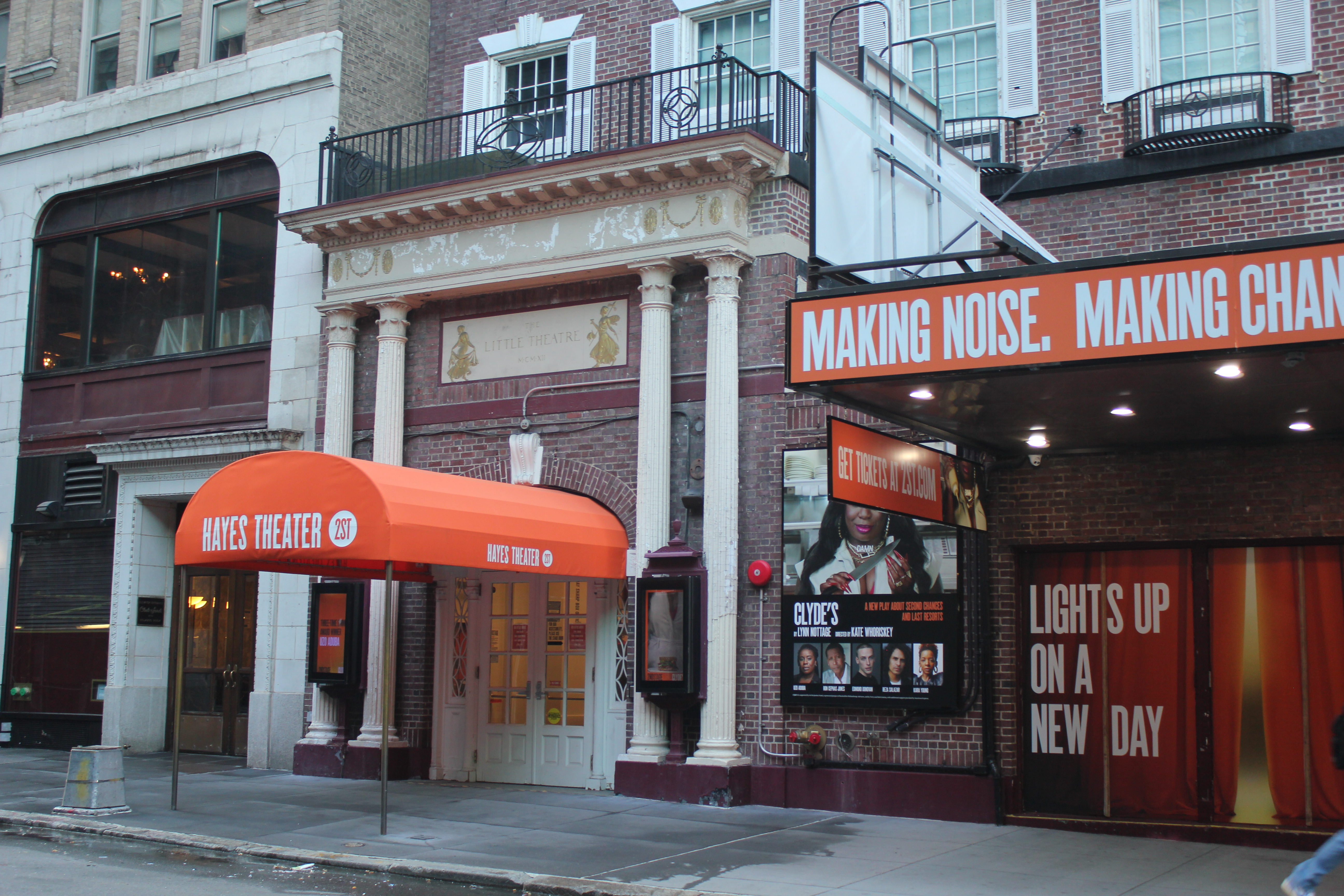
المدخل الرئيسي

تتكون الواجهة من طوب أحمر بترتيب فلمنكي، بالإضافة إلى زخارف من الحجر الجيري. وتتميز بترتيب غير متماثل، حيث يقع المدخل الرئيسي للمسرح في أقصى الجانب الشرقي (الأيسر) من الطابق الأرضي. ويمتد جدول مائي حجري على طول الجزء السفلي من واجهة الطابق الأرضي. أما بقية الواجهة، فقد صُممت بنوافذ منزلقة تحتوي على إطارات بيضاء.
يتكون مدخل الباب من قوس من الطوب، يحتوي على كتل على كلا الجانبين، بالإضافة إلى حجر الزاوية على شكل وحدة تحكم في الأعلى. يوجد داخل هذا القوس مجموعة من الأبواب الخشبية المزدوجة، ويحيط بها أعمدة على الطراز الأيوني وأضواء جانبية تحتوي على أنماط معينية وبيضاوية، ويحيط بقوس الطوب من كلا الجانبين أعمدة مزدوجة ذات تيجان على الطراز الكورنثي. توجد علامات إلكترونية بين كل زوج من الأعمدة؛ تستقر هذه على قواعد وتتوجها جرار وفُلوتات. ويمتد إفريز فوق القوس، خلف الأعمدة المزدوجة. يوجد فوق هذا لوحة حجرية عليها أحرف منقوشة "ليتل ثياتر 1912"، بالإضافة إلى زوج من الشخصيات الراقصة البارزة. تدعم الأعمدة المزدوجة عتبًا حجريًا فوق الأبواب.
إلى الغرب (يمين) المدخل توجد أربعة أبواب مزدوجة، والتي توفر مخرجًا للطوارئ من الردهة. كان هذا الجزء من الواجهة يحتوي سابقًا على ثلاث نوافذ ضيقة. وُضع باب مزدوج، مصمم ليشبه بابًا ثابتًا، في الأصل بين اثنتين من هذه النوافذ. كما رُكبت مصابيح عربة على الواجهة لإعطاء الانطباع بأن المسرح كان في السابق مسكنًا. فوق الطابق الأرضي، يحتوي مبنى المسرح على جدار متراجع، كان مزينًا سابقًا بنباتات.
يحتوي الطابقان الثاني والثالث على ست نوافذ منزلقة مُحاطة بالستائر. نوافذ الطابق الثاني مُرتبة بتنسيق ثمانية فوق اثني عشر؛ وفوقها توجد عتبات حجرية مشدودة، تحتوي على أحجار زاوية ذات زخارف خرزية وأقواس. توجد شرفات معدنية منحنية أمام النوافذ الأربع الواقعة في أقصى الغرب، بينما تشترك نافذتان من الشرق في شرفة فوق المدخل الرئيسي. نوافذ الطابق الثالث مُرتبة بتنسيق ثمانية فوق ثمانية مع أحجار زاوية مُشكلة بألواح. ويمتد إفريز ذو زخارف نباتية فوق الطابق الثالث. كانت هناك درابزين سابقًا فوق الإفريز لكنه أُزيل لاحقًا.

### الداخلي

#### الردهات
يُفضي المدخل الرئيسي إلى رواقٍ يتفرع إلى قسمين: الأول مخصص لشباك التذاكر الذي كان يكسوه خشب عاجي اللون، والثاني هو ردهة الاستقبال. ويتصل بالمسرح ممرٌ يبدأ من بابٍ غربي لشباك التذاكر. أما الردهة الغربية، فزينت بزخارف على طراز آدم. ويقع البهو الرئيسي، وهو صالة مستطيلة الشكل، خلف مدخل في الجدار الأيمن لشباك التذاكر. ويتفرع من البهو الرئيسي ممرٌ شمالي يؤدي إلى أبواب الطوارئ المطلة على شارع 44.
في نهاية البهو الغربي، يقود قوسٌ زائرًا إلى قبو كان في الأصل جدارًا مزودًا بمدفأة. أما الجدار الشمالي للبهو، فيزينه صفٌ من الأعمدة الأيونية التي تخفي وراءها مخرج الطوارئ. وفي الجدار الجنوبي، توجد أبواب تؤدي إلى القاعة، إلى جانب صفٍ آخر من الأعمدة الأيونية موازٍ للصف الشمالي. وتقع سلالم في كلا الطرفين الغربي والشرقي للجدار الشمالي، تؤدي إلى شرفة، ويُزين سلم الشرق بدرابزين معدني مزخرفٍ. ويسقف البهو سقف مقوس فوق إفريز، وتعلّق به ثريا تتدلى من ميدالية على الطراز الآدمي، بينما تزين لوحاتٌ على الطراز نفسه سقف منطقة الطوارئ.

#### قاعة المؤتمرات
يُعد مسرح هايز أصغر مسرح على مسرح برودواي، حيث يتسع لـ 597 متفرجًا. يتألف المسرح من دور أرضي وشرفة واحدة، ومسرح خلف قوس البروسينيوم. وقد زُيّن المسرح بزخارف جبسية بارزة. وفي بداياته، كان "ليتل ثياتر" يتسع لـ 299 متفرجًا فقط في دور أرضي واحد. وكان يتكون من 15 صفًا من المقاعد فقط. حتى أن أحد المقاعد الأمامية صُمم خصيصًا لرجل الأعمال جي. بي. مورغان. أما الجزء الخلفي من الدور الأرضي فكان يحتوي على شرفة ضيقة لا تتعدى 4 إلى 5 قدم (1.2 إلى 1.5 م) ولا تتسع للمقاعد.
يوجد في الجزء الخلفي أو الجنوبي من الدور الأرضي بابان خشبيان يؤديان إلى الردهة. ويميل الدور الأرضي انحدارًا نحو المسرح،  وهو تصميم يشابه التصميم الأصلي للمسرح. وكانت الجدران الجانبية للدور الأرضي مغطاة بألواح خشبية في البداية، ولكن استبدلت بألواح جبسية خلال تجديد كارب للمسرح. وقد صُممت الأجزاء الأمامية من الجدران الجانبية لتلتقي بقوس البروسينيوم، مع وجود أبواب للخروج في حالات الطوارئ في الدور الأرضي. وفي عام 2018، زُيّنت الجدران الجانبية بلوحات جدارية زرقاء تشبه الألواح الخشبية السابقة.
يشتمل الجزء الخلفي من الشرفة على ممر يمكن الوصول إليه من كلا الطرفين عبر درجات في الرواق. وقرب مقدمة مستوى الشرفة، يتضمن كل من الجدارين الجانبيين فتحتين مقببتين تعلوهما فتحات على شكل مروحة، مع أعمدة جانبية على كلا الجانبين. إحداهما مخرج طوارئ والأخرى فتحة نافذة، وقد مكّنت هاتان النافذتان "أميس" من مراقبة القاعة من مكتبه. كما تزدان الجدران الجانبية بشمعدانات للإضاءة. أما الجزء السفلي من الشرفة فمصنوع من ألواح من الجبس. ويتألف الدرابزين الأمامي للشرفة من ألواح جبسية على طراز آدم مزينة بأعمدة وأوعية وأشرطة مصبوبة، مع مصابيح مدمجة في الواجهة الأمامية. ويتصل الدرابزين بالجدران الجانبية بانحناء، مما يوحي بوجود مقاعد على شكل صندوق.
في مقدمة القاعة، يتربع قوس البروسينيوم شامخًا، يحوي فتحة مقوسة مستوية تحيط بها أشرطة مائلة. وراء هذا القوس، كان يقع في الأصل مسرح دوار، إلى جانب ثلاث مجموعات من الستائر. يمتد كورنيش مزخرف فوق قوس البروسينيوم والجدران المجاورة والخلفية، زين بورد وخطوط وأشكال هندسية. أما السقف فهو مستوٍ لكنه يزدان بزخارف جبسية معقدة تعود إلى تصميمي إنغولز وهوفمان. ويحيط بالسقف بالكامل شريط من الأنماط النباتية والخطوط والأواني. وفي وسط السقف، توجد لوحة بيضاوية مصبوبة، تحوي حوافها نقوشًا بارزة لملائكة وشخصيات نسائية متصلة ببعضها البعض بخطوط. أما زوايا هذه البيضاوية، فتحتوي على لوحات مثلثة الشكل؛ فاللوحات الخلفية تصور شخصيات نسائية مع مرايا، بينما تصور اللوحات الأمامية أقنعة رومانية. وتوجد داخل البيضاوية ميداليات على شكل مروحة تتدلى منها ثريات.

#### مساحات داخلية أخرى
على الجدار الغربي من الرواق، كان بابٌ على يسار المدفأة يؤدي إلى حجرة نسائية. كانت مصبوغة كشباك التذاكر، وتضم مرآة كبيرة وطاولة تجميل وكرسي استرخاء وكراسي جانبية من خشب الماهوجني، كلها مغطاة بقماش وردي. وعلى اليمين كانت الدرجات تنحدر إلى حجرة شاي تشبه في تصميمها صالات المعيشة المنزلية. كانت هذه الحجرة مزودة بأثاث خشبي قديم من بلوط إنجلترا، وجدران مغطاة بألواح بيضاء، وستائر زرقاء مخضرة، وسجادة رمادية. ولم تكن حجرة الشاي تستخدم لتقديم المشروبات خلال الفواصل فحسب، بل كانت بمثابة غرفة لتعليق المعاطف أيضاً. وكانت هناك حوامل معاطف يمكن إخفاؤها خلف شاشة جلدية إسبانية أثناء العروض. وكان هناك كذلك حجرة تدخين للرجال في القبو، ذات جدران خشبية من البلوط، وجدران صفراء بنية اللون مزودة بمقاعد، وسقف كريمي اللون، وأرضية من البلاط الأحمر.
كان الطابقان الثاني والثالث قد أُعدا لمكاتب العمل،  ومن بين هذه المكاتب كان مكتب وينثروب أميس مباشرة فوق المدرج. وخلف الكواليس كانت المصاعد والسلالم تمتد من المسرح إلى غرف الملابس. وكانت هناك أيضًا غرفة خضراء يمكن الوصول إليها من غرف الملابس. ورغم تراجع شعبية الغرف الخضراء في ذلك الوقت الذي بني فيه "ليتل ثياتر"، إلا أنه أُدرجت غرفة واحدة بناءً على إلحاح أميس. وقد زينت هذه الغرفة بجدران خضراء ومقعد طويل ومرايا.

## التاريخ
تحولت ساحة التايمز في مطلع القرن العشرين إلى بؤرة رئيسية للإنتاجات المسرحية الضخمة، واستمرت في هذا الدور حتى فترة الكساد الكبير. وشهد حي المسارح في مانهاتن خلال العقد الأول من القرن نفسه انتقالًا تدريجيًا من ميدان الاتحاد وميدان ماديسون نحو ساحة التايمز. وقد شهدت هذه الفترة، أي بين عامي 1901 و1920، بناءً مكثفًا للمسارح، حيث أُقيم ما يزيد على الأربعين مسرحًا حول برودواي في منطقة ميدتاون مانهاتن، ومن بينها مسرح "ليتل ثياتر" الشهير. ولم يدخل وينثروب أميس، وهو من عائلة ناشرة ثرية، عالم المسرح إلا في عام 1905. وبعد مشاركته في تطوير مسرحين كبيرين، هما مسرح كاسل سكوير في بوسطن ومسرح نيو في نيويورك، قرر أميس التركيز على إنشاء مسارح أصغر تتماشى مع الحركة المسرحية التي عُرفت باسم "حركة ليتل ثياتر". ورغم فشل مسرح نيو سريعًا، والذي لم تستأجره شركة أميس إلا لمدة عامين فقط، إلا أن هذه التجربة أظهرت لأميس أن المسارح الضخمة والبعيدة عن ساحة التايمز لا تحقق النجاح المرجو.

### العرض الأول على برودواي

#### التطور والسنوات الأولى

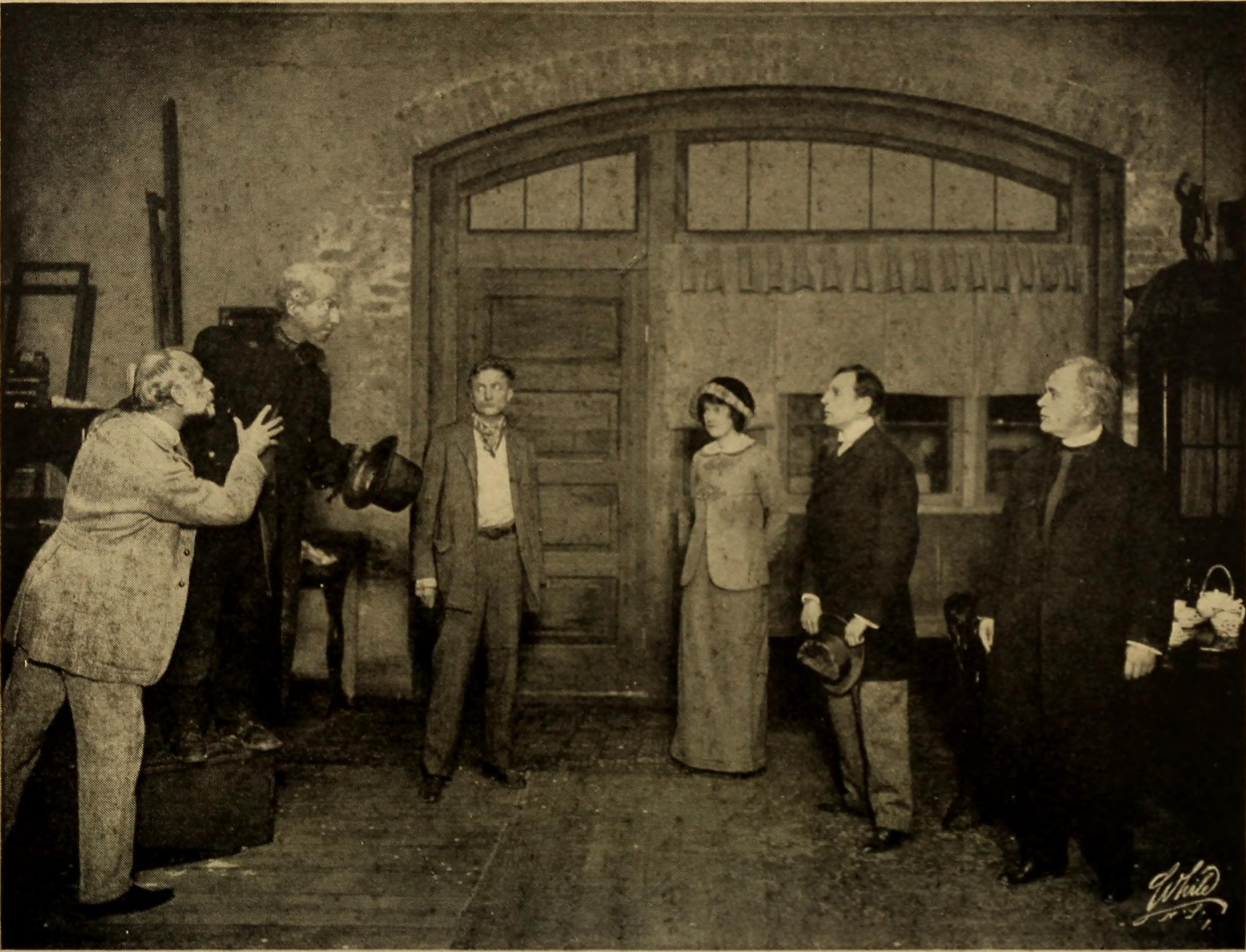
افتتح ليتل ثياتر بمسرحية جون غلزورثي "الحمامة" (1912).

في سبتمبر 1911 أعلن أميس عن عزمه تشييد مسرح صغير يتسع لثلاثمائة متفرج بالقرب من ساحة التايمز. وبعد شهرين قدَّم إنغولز وهوفمان إلى إدارة المباني في مدينة نيويورك مخططات لمسرحٍ أُطلق عليه "ليتل ثياتر"، يسع لـ 299 متفرجًا، ويقع في الأرقام 238 و244 من شارع ويست 44، بتكلفةٍ قدرها مائة ألف دولار. وقد سمح هذا العدد المحدود من المقاعد لأميس بالاستثناء من لوائح إدارة الإطفاء في المدينة، حيث كانت المسارح التي تتسع لثلاثمائة متفرج أو أكثر تشترط وجود ممرات خروجٍ طارئة على جانبيها. وعلاوة على ذلك أسس أميس شركة لإدارة المسرح وأصدر أسهمًا فيها وكان هو المساهم الوحيد فيها.
أعلن أميس في ديسمبر 1911 عن تفاصيل جديدة تتعلق بالمسرح. فقد كان يعتزم أن يكون "ليتل ثياتر" قاعة مسطحة المستوى، خالية من الشرفات والمقصورات، مخصصة لعرض "المسرحيات الجاذبة" و"الجديدة". وكان يتطلع أميس إلى أن يستضيف المسرح "الأعمال الفكرية والدراما غير التقليدية التي قد تصبح كلاسيكيات". وقد انتقد بعض النقاد موقع المسرح لابتعاده عن ساحة التايمز، إلا أن أميس رد بأن مسرح بيلاسكو، الواقع على بعد مبنى واحد شرقًا، يبعد عن الساحة مسافة مماثلة. وكان من بين الانتقادات الأخرى أن مسرح أميس كان نخبويًا، وذلك لأن جميع المقاعد كانت توفر رؤية متساوية للمسرح، مع سعر موحد للتذكرة. وقد سارت أعمال البناء بسرعة، حيث بلغ عدد العاملين في مرحلة ما أكثر من 150 عام.
افتُتح مسرح "ليتل ثياتر" في الثاني عشر من مارس عام ألف وتسعمئة واثني عشر بعرض مسرحية جون غلزورثي المسماة "الحمامة". تبع ذلك عرض مسائي خاص بمسرحية تشارلز ران كينيدي "الوديع الرهيب" ومسرحية ما تشيو-يوان "زهرة قصر هان". تضمنت إنتاجات "ليتل ثياتر" للموسم الدرامي 1912–1913 إحياء لمسرحية "شؤون أناتول"، فضلًا عن إنتاجات أصلية لمسرحيتي "بياض الثلج والأقزام السبعة" و"روذرفورد وابنه". قام أميس بتمويل العديد من العروض الأولى على خشبة هذا المسرح، ومن بينها مسرحيتا "برونيلا" و"الفيلاندر" في عام ألف وتسعمئة وثلاثة عشر. وفي العام التالي، استضاف المسرح مسرحية "زوج من الجوارب الحريرية"، والتي حققت أول نجاح كبير لـ "ليتل ثياتر" بعدد عروض بلغ مائتين وثلاثة وعشرين عرضًا. علاوة على ذلك، في عام ألف وتسعمئة وأربعة عشر، بدأ أميس بتوظيف موسيقيين لعزف "موسيقى أمريكية جديدة، أصلية، وغير منشورة" خلال الفواصل بين الفصول الدرامية. وفي نهاية ذلك العام، أمر طبيب أميس بأن يأخذ إجازة لمدة اثني عشر شهرًا من الإنتاجات المسرحية. ولم يستضف مسرح "ليتل ثياتر" أي إنتاجات خلال الموسم الدرامي 1915–1916،  إذ لم يعُد أميس إلى الإنتاج حتى أغسطس عام 1916.

#### التوسعة وعمليات موروسكو/جولدن

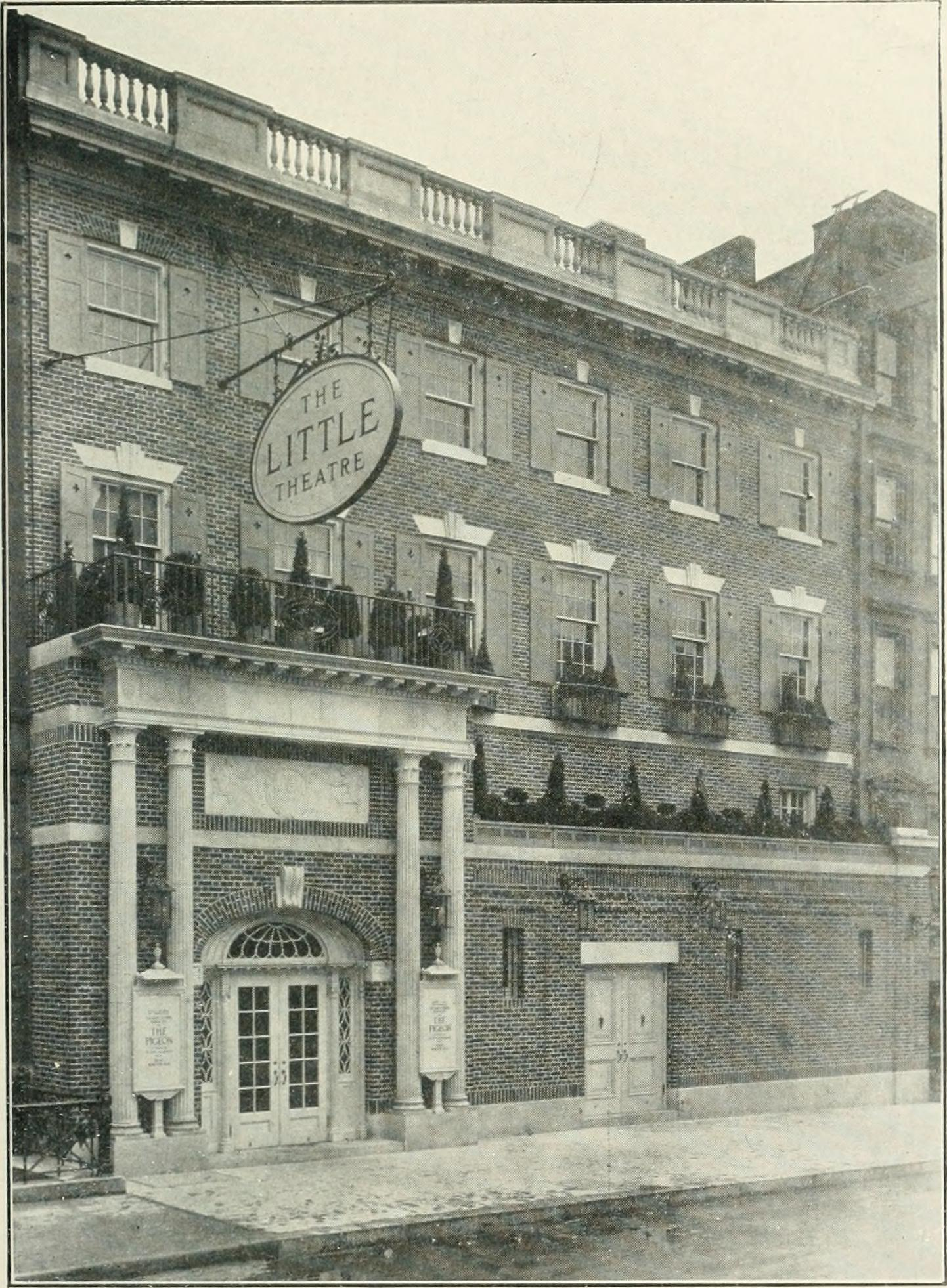
واجهة المسرح في عام 1913

بحلول مطلع عام 1915، كانت السعة المحدودة لمسرح "ليتل ثياتر" تعوق قدرة إيمس على تحقيق الربح من هذا المكان، حتى مع فرضه سعر تذكرة معقول نسبيًا قدره 2.5 دولار لكل مقعد. وفي مارس من العام نفسه، ذكرت صحيفة "نيويورك تايمز" أن إيمس يعتزم زيادة السعة إلى ألف مقعد عن طريق إضافة شرفة وتوسيع القاعة واستبدال المسرح. وبعد مرور شهرين، استأجر إيمس المبنى الواقع في الرقم 244 من شارع 44 الغربي بهدف التوسعة المقترحة للمسرح. وقد أعربت صحيفة نيويورك تريبيون عن أسفها لفقدان المدينة "جوهرتها بين المسارح" مع التوسعة المزمعة. وأشارت مقالة في مجلة بيلبورد في يوليو إلى أن المسرح سيحصل على شرفة تتسع لمائتي مقعد، مما سيرفع السعة الإجمالية إلى خمسمائة مقعد فقط. وفي عام ألف وتسعمائة وسبعة عشر، استعان إيمس بخدمات هربرت جيه كارب لإعادة تصميم المسرح مع إضافة الشرفة. وقد حافظ كارب على شباك التذاكر والردهة وسقف القاعة في حالته الأصلية. كما أزال التغطيات الجدارية والزخارف غير المتوافقة مع لوائح مباني نيويورك للمرافق الأكبر حجماً، واستبدلها بزخارف على الطراز الآدمي.
نتج عن خلاف مع إدارة مباني نيويورك تأخر عملية التجديد لمدة ثلاث سنوات كاملة. وفي عام 1918 قدّمت راشيل كروذرز مسرحية عنوانها "رحلة صغيرة" على خشبة مسرح ليتل ثياتر،  واستمر عرض هذه المسرحية لما يزيد عن مائتين وخمسين عرضًا. وحظيت خطط تجديد المسرح بالموافقة في يونيو 1919،  وفي الشهر ذاته، قام أيمس بتأجير المسرح إلى أوليفر موروسكو. وفي العام نفسه، قدم موروسكو مسرحية عنوانها "أرجو أن تتزوج"، وقد لعب دور البطولة فيها كل من إرنست تروكس وإديث تاليافيرو. وعندما اكتمل توسيع المسرح في بداية عام ألف وتسعمائة وعشرين، استضاف موروسكو مسرحيتين تجريبيتين هما: "شأن ماما" لراشيل بارتون باتلر، و"ما وراء الأفق" لأوجين أونيل. وافتتح جون غولدن إنتاجًا لمسرحية فرانك كرافين "السنة الأولى" على خشبة مسرح ليتل ثياتر في أكتوبر من عام ألف وتسعمائة وعشرين، وقد مثل فيها كل من كرافن وروبرتا أرنولد؛ واستمرت هذه المسرحية في العرض لمدة تقارب السنتين.
في أغسطس 1922، استحوذ السيد جولدن على حصة السيد موروسكو في عقد الإيجار، بالتعاون مع السيد لورانس ويبر والسيد ف. راي كومستوك. وبحلول ذلك العام كان السيد أيمس قد تكبد خسائر صافية قدرها 504,372 دولار من تشغيل المسرح،  وحُلت الشركة التي كانت تدير المسرح. افتُتحت مسرحية "زاوية الحقد" للكاتب كراثن في سبتمبر من العام نفسه،  واستمرت في مسرح ليتل ثياتر لمدة ثلاثة أشهر. وعُرضت مسرحيتان للكاتب قاي بولتون في مسرح ليتل ثياتر في عام 1923: "بولي المفضلة" ببطولة جينيفيف توبين، و"طعام الدجاج" ببطولة روبرتا أرنولد. ونُقلت المسرحية الأخيرة إلى مسرح آخر عندما سعى السيد جولدن لنقل العرض الاستعراضي "ليتل جيسي جيمس" إلى مسرح ليتل ثياتر. افتُتحت الكوميديا "الخنازير" في مسرح ليتل ثياتر في سبتمبر من عام 1924،  واستمرت في العرض لمدة 347 عرضًا،  وتلتها في عام ألف 1926 عرضان تجاوزا مائة عرض: مسرحية "ضرس الحكمة" للمؤلف مارك كونيلي،  و"تريد فتاتان" للكاتبة غلاديس بوكانان أونغر. وكان هناك عرض ناجح آخر وهو نقل عرض "فوليز شارع جراند" في عام 1927. بالإضافة إلى ذلك افتُتحت مسرحية "دعونا نكون مرحين" للكاتبة راشيل كروثرز في عام 1929 ببطولة فرانسيس لاريمور ووارن ويليام،  واستمرت لعدد 353 عرضًا.

#### أواخر عقد 1920 وعقد 1930

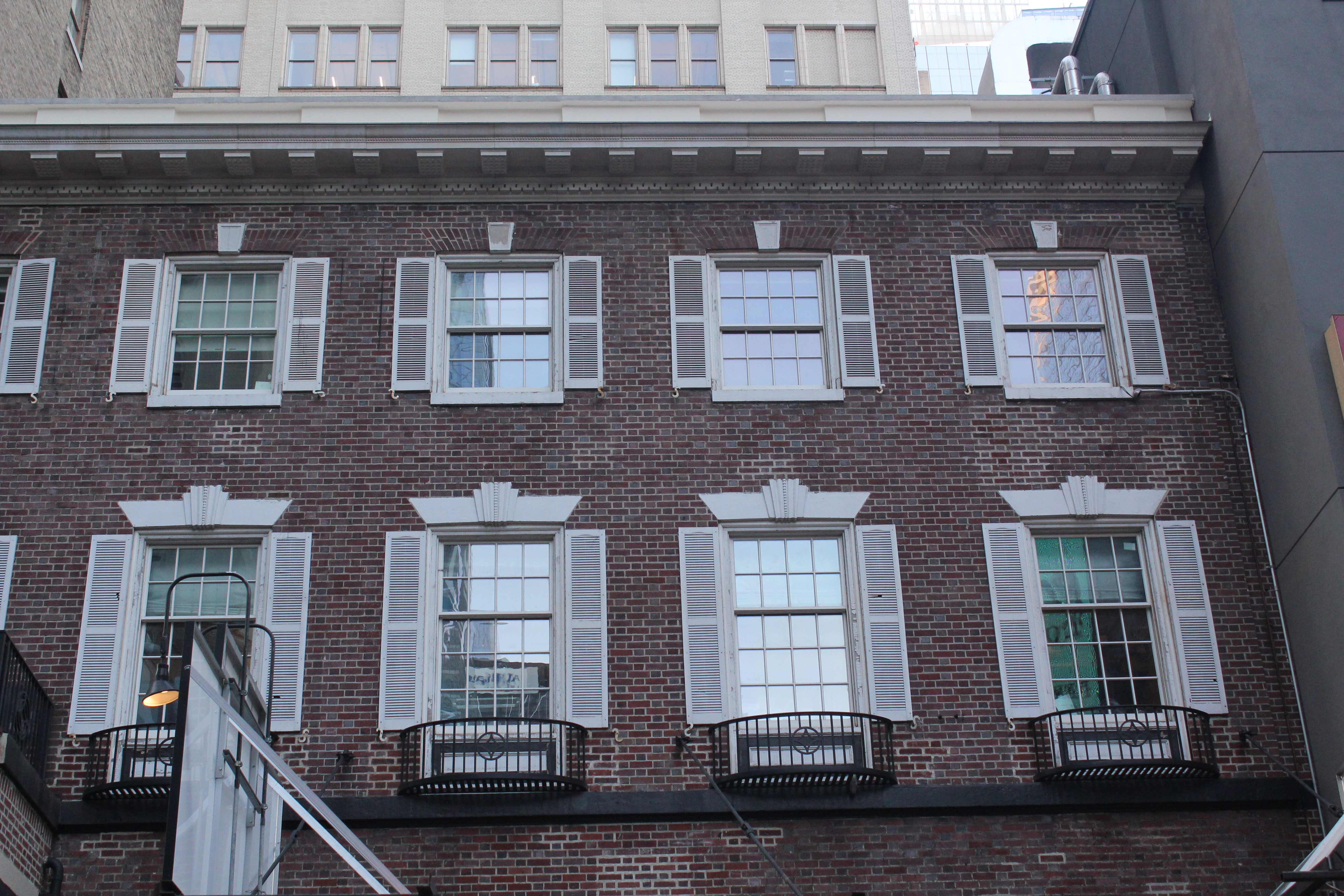
نوافذ الطابق العلوي

أعلن أميس في أكتوبر من عام 1929 اعتزاله الإنتاج، لكنه بيّن عزمه على الاستمرار في إدارة ليتل ثياتر، مع تكليف غولدن وويبر وكومستوك بتشغيله. وبعد مرور شهرين، استأجر تشونسي دبليو كيم ليتل ثياتر من شركة هارمك القابضة لمدة عقد يمتد لعشر سنوات. غير أن هارمك تخلت عن عقد الإيجار في يونيو من عام 1930، مبررة ذلك بموسم غير مربح. وفي ذات العام، استضاف ليتل ثياتر مسرحية السيد صموئيل مع إدوارد روبنسون،  والتي كانت آخر عروض أميس على خشبة هذا المسرح. وتبع ذلك في عام 1931 عرض مسرحية "الضفة اليسرى" لإلمر رايس. وفي نوفمبر من نفس العام، باع فينسنت أستور المسرح إلى شركة نيويورك تايمز. وقد ذكرت التايمز أن المسرح سيحافظ على "ضوء وهواء" ملحق التايمز الواقع في 229 شارع غرب 43، بالإضافة إلى توفير مخرج إضافي من الملحق. غير أن مجلة فارايتي ذكرت أن المسرح سيهدم لإفساح المجال لتوسعة الملحق. وبسبب التخفيضات الميزانية التي فرضتها أزمة الكساد الكبير، قررت التايمز إبقاء المسرح يعمل لمدة عام على الأقل. وانتهى عقد إيجار أميس للمسرح الصغير في مايو من عام 1932.
أجرت صحيفة نيويورك تايمز عقد إيجار لمسرح ذا ليتل إلى شركة تشغيل مسرحية لمدة عام ابتداءً من شهر سبتمبر عام 1932. وكان من المقرر أن يستضيف المشغل الجديد "مسرحيات هزلية خفيفة معاصرة". وخلال هذه الفترة، استضاف مسرح ذا ليتل العديد من العروض المسرحية قصيرة الأجل نسبياً،  بما في ذلك "عددٌ من المسرحيات التي تحمل كلمة "شهر العسل" في عناوينها". ثم انتقل المسرح إلى شركة فرانكوين التي كان يديرها آرتش سيلوين وإتش بي فرانكلين. وفي شهر ديسمبر من عام 1934، تولى آلن روبينز وجاكوب ويسر إدارة المسرح. وفي فبراير من العام التالي أُجري عقد إيجار للمسرح إلى شبكة سي بي إس ليكون استوديو بث. وكان المنتج بروك بيمبرتون يمتلك مكاتب في الطوابق العلوية فسُمح له بالبقاء. قللت شبكة سي بي إس المقاعد إلى 457 مقعداً، وكانت الشبكة تبحث عن مكان أكبر، فاستأجرت في نهاية المطاف مسرح مانهاتن (الذي يُعرف الآن بمسرح إد سوليفان) في شهر أغسطس من عام 1936، وأخلت مسرح ذا ليتل في نهاية الشهر التالي.
استأجرت الكاتبة المسرحية آن نيكولز المسرح للإنتاجات المسرحية الرسمية في سبتمبر 1936. نقلت نيكولز مسرحيتها "ما قبل شهر العسل" إلى هناك،  وأصبح المكان يُعرف باسم مسرح آن نيكولز ذا ليتل. خلال عامي 1936 و1937 استضاف المسرح إنتاجات مثل "الوعد" مع سيدريك هاردويك،  "قبلة الشمس" مع جين أدير وتشارلز كوبرن،  و"روز الأيرلندية لأبي". تم استعادة الاسم الأصلي لمسرح ذا ليتل عندما افتتحت عرض كورنيليا أوتيس سكينر الفردي "إدنا زوجته" في ديسمبر 1937. بحلول مارس 1939 كانت صحيفة التايمز تفكر مرة أخرى في هدم مسرح ذا ليتل،  الذي كانت تستأجره شركة بونفيلس وسومنس،  واعترضت عائلة شوبيرت (التي تدير العديد من المسارح القريبة) ومشغلو فندق أستور المجاور على الهدم، وعللوا اعتراضهم بأن الهدم المُقترح سيقلل من قيمة ممتلكاتهم. تراجعت صحيفة التايمز في يوليو مؤجلة الهدم المقترح من خلال تقديم عقود إيجار لمدة ثلاث سنوات لمبنى المسرح. في عام 1940 استضاف مسرح ذا ليتل العرض الاستعراضي "لم الشمل في نيويورك"، والذي تضمن مجموعة أمريكية من فيينا.

### الاستخدام المسرحي المتقطع

#### عقدي 1940 و1950

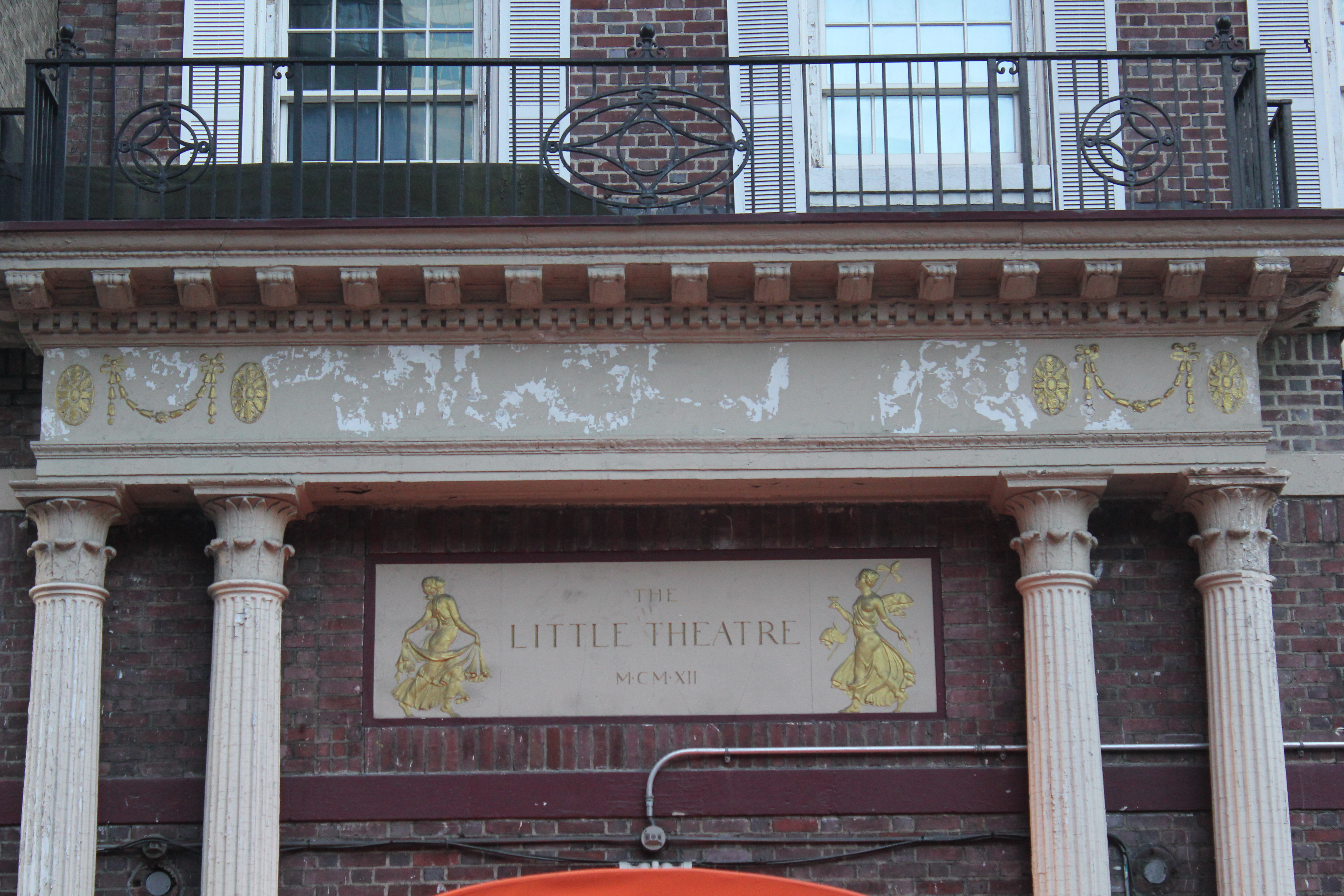
لوحة فوق المدخل

أصبح المسرح مركزًا للمؤتمرات وحمل اسم "قاعة نيويورك تايمز" في ديسمبر عام 1941،  وكانت أولى الفعاليات التي استضافتها القاعة خطابًا ألقاه العمدة فيوريلو لا غوارديا حول الاستعدادات لمواجهة الهجمات الجوية في المدارس. وتحت ملكية التايمز استضاف المسرح حفلات موسيقية ومناقشات متنوعة. ومن أبرز الأحداث التي أقيمت فيه محاضرات حديقة النصر،  ومؤتمر عن كتب الأطفال،  وحفلات موسيقية،  وعروض فنية قدمتها شخصيات بارزة مثل ايمانويل لست،  والراقصة لوتي جوسلار. وخلال هذه الفترة أُجرييت بعض التعديلات على المسرح، شملت إزالة الزاوية الحادة للقاعة، واستبدال الأنابيب في جميع أنحاء المبنى. وفي أغسطس من عام 1944 قدمت شركة "نيويورك تايمز" خُططًا لبناء مبنى شاهق يضم 11 طابقًا في موقع مسرح "ذا ليتل" إلا أن هذه الخطط لم ترَ النور.
استأجرت شركة الإذاعة الأمريكية أيه بي سي المسرح كاستوديو تلفزيوني بحلول شهر يوليو من عام 1951م،  وقامت الشركة بتجديد المسرح خصيصًا لبرنامج "عرض فرانسيس لانجفورد ودون أميتشي"، وهو عرض منوع يضم الفنانين المذكورين، وخلال التجديد مُدد مسرح الأوركسترا وأُجريت تعديلات على الإضاءة وغرف التحكم وترتيبات الكاميرا. ولم يقتصر استخدام مسرح ذا ليتل على البث التلفزيوني، بل استخدم أيضًا لبث إذاعات أيه بي سي. وفي عام 1953م نظم مسؤولو عرض إرن ويستمور البث من مسرح ذا ليتل لمدة ست سنوات ونصف. وبدأ العرض الشهير "عرض ديك كلارك" البث من مسرح ذا ليتل في شهر فبراير عام 1958،  واستمر حتى شهر سبتمبر 1960. وخلال هذه الفترة كانت أيه بي سي تبث برنامج النهار "من تثق؟" مع المذيع الشهير جوني كارسون من نفس المسرح.

#### عقدي 1960 و1970
في يونيو عام 1962 اقتنى روجر يوستر مسرح ذا ليتل عبر شركته "ليتل ثياتر إنك"، مُتغلبًا على عدد من المزايدين الآخرين. بلغت تكلفة الاستحواذ 850 ألف دولار، ممولة جزئيًا عن طريق طرح الشركة أسهمًا بقيمة 294 ألف دولار. وضع يوستر خطة لاستضافة "عروض ماراثونية" يومية، تشمل مسرحيات رسمية متنوعة، وتقاليد، وعروضًا للأطفال، وعروضًا كلاسيكية تستمر لسبعة عشر ساعة يوميًا. وكان أول عرض رسمي جديد في المسرح هو "طبول المجد"،  وهو عرض لمراجعة سوداء افتتح في نوفمبر 1963،  وأُغلق بعد أسبوع. افتتح يوستر بارًا في قبو المسرح وقدم مشروبات كحولية مجانية للرواد،  لكن مفوض التراخيص في مدينة نيويورك أوقف هذا الأمر سريعًا لعدم حصول المسرح على رخصة لبيع المشروبات الكحولية. وفي نهاية العام قدمت شركة بول تايلور للرقص عروضها في مسرح ذا ليتل. وفي مطلع عام 1964 قدم مسرح هابيما الإسرائيلي ثلاثة عروض في مسرح ذا ليتل: و"الديبوك"، و"أطفال الظلال"، و"كل واحد كان لديه ستة أجنحة".
باع يوستر وليونارد تو المسرح في يونيو 1964 إلى ليونارد بي مور وريتشارد إس سميث،  وفي سبتمبر العام ذاته أُعيد تسمية المسرح إلى مسرح وينثروب أيمس، وذلك عندما نُقلت إليه مسرحية "الموضوع كان الورود" لفرانك دي جيلروي،  ووفقًا لمصدر إعلامي فإن مور "لم يرغب في أن يظل المسرح موصوفًا بكونه مسرحًا صغيرًا بعد الآن". وعُرضت مسرحية "الموضوع كان الورود" في شهر مارس 1965،  وعاد اسم المسرح إلى "ذا ليتل". وقد دفعت محطة ويستينغهاوس للإذاعة والبث التلفزيوني منتجي مسرحية "الموضوع كان الورود" للانتقال،  حيث كانت تسعى لاستئجار المسرح كاستوديو للإذاعة والبث.
في البداية، صورت شركة ويستينغهاوس برنامج "عرض ميرف جريفين" المشترك في مسرح ذا ليتل. وبحلول عام 1969 انتقل ميرف جريفين إلى شبكة أخرى،  واستُخدم المسرح لتصوير "عرض ديفيد فروست". كما صُور موسم 1969-70 من برنامج الألعاب "اهزم الساعة" الذي قدمه جاك نرز في المسرح ذاته. واستضاف المسرح أيضًا عرضًا لعالمة النفس جويس براذرز. ووسط تراجع عام في حي تايمز سكوير، أصبح مسرح ذا ليتل فارغًا بحلول منتصف عام 1972. وظل المكان شاغرًا لمدة ستة أشهر في عام 1973م، ثم أُعيد افتتاحه في سبتمبر كمكان لعرض الأفلام الإباحية المثلية. وادعى مور مالك المسرح أنه لم يكن على علم بأن مستأجريه كانوا يعرضون مثل هذه الأفلام، وأوقف العروض السينمائية سريعًا بعد احتجاجات أصحاب المسارح الآخرين. وفي مايو 1974 استحوذت شركة ويستينغهاوس للبث على مسرح ذا ليتل من شركة مور، بعد أن تخلف مور عن سداد قرض الرهن العقاري الذي كان موضوعًا على مبنى المسرح.

### انتعاش برودواي

#### 1974 إلى 1989

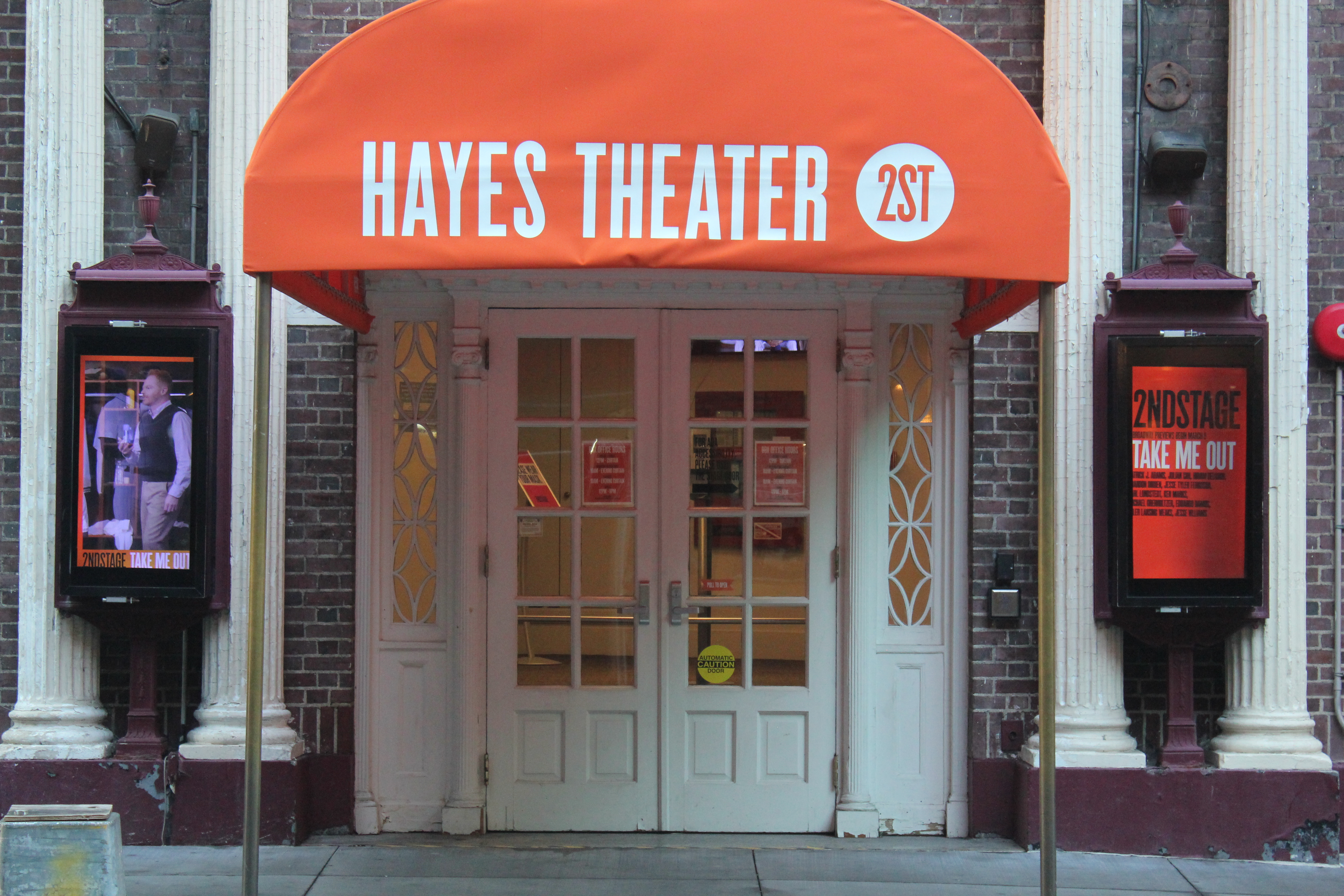
منظر جانبي للمدخل

عاد مسرح "ذا ليتل" إلى إنتاجاته المسرحية بشكل رسمي في عام 1974، حيث شهد عرضًا افتتاحيًا لمسرحية "أختي، أختي" للكاتب راي أرانا. ونظرًا لصغر حجم المسرح، منحت جمعية الممثلين الأمريكيين مسرح "ذا ليتل" تصنيفًا خاصًا استثناه من بعض القواعد الصارمة المتعلقة بالأرباح. تلا ذلك في عام 1975 العرض الموسيقي القصير "رجل على القمر"،  والمسرحية المسماة "لمبوست ريونيون"،  بالإضافة إلى عرض "العداء يتعثر" الذي استمر لمدة ستة أشهر في عام 1976. وحقق المسرح نجاحًا كبيرًا بمسرحية "الجوزاء" لألبرت إنناوراتو، والتي انتقلت من خارج برودواي في عام 1977،  واستمرت في العرض لمدة 1,819 عرضًا على مدار السنوات الأربع التالية. بعد ذلك باعت شركة ويستينغهاوس المسرح، إلا أن المصادر تختلف حول تاريخ البيع. فوفقًا لكين بلوم وصحيفة "نيويورك تايمز"، فقد اشترى مارتن ماركنسون ودونالد تيك المسرح من ويستينغهاوس في عام 1979 مقابل 800 ألف دولار. بينما ذكرت مصادر إعلامية في مارس 1980 أن المسرح قد بيع لأشتون سبرينغر  مقابل نفس المبلغ. وخططت مجموعة سبرينغر المعروفة باسم "مجموعة مسرح ذا ليتل" لإنفاق 400 ألف دولار لتجديد المسرح. وفي عام 1981 نفذت شركة أدكاديساين عملية تجديد المسرح.
في مطلع الثمانينات شهد مسرح "ذا ليتل" ثلاثة عروض قصيرة منها "نيد وجاك" في عام 1981، بالإضافة إلى "لعنة القلب المؤلم" و"طفل سليمان" في عام 1982. وحقق المسرح نجاحًا لاحقًا في يونيو 1982 بفتحه أبوابه لمسرحية "ثلاثية أغنية الشعلة" لهارفي فييرشتاين؛  واستمرت في العرض لثلاث سنوات متتالية. وفي يوليو 1983، تم تغيير اسم مسرح "ذا ليتل" تكريمًا للممثلة هيلين هايز التي بلغت آنذاك 82 عامًا. وكانت هايز قد عاشت سابقًا في مسرح يحمل اسمها في شارع 46، والذي هُدم لبناء فندق نيويورك ماريوت ماركيز. صرح إد كوتش عمدة مدينة نيويورك آنذاك بأن هايز أبدت رغبتها في أن يحمل اسمها "مسرح صغير"، وذلك عندما سُئلت عن تسمية المسرح الجديد الذي يتسع لـ 1,500 مقعد (والذي عُرف لاحقًا بمسرح ماركيز) باسمها. وبعد انتهاء عرض "ثلاثية أغنية الشعلة"، استضاف مسرح هايز المسرحية الموسيقية "الأخبار" التي فشلت بعد أربعة عروض فقط في عام 1985. وفي العام التالي استضاف المسرح الكوميديا "جثة!"  وعرض "مومينشانز: العرض الجديد"، والعرض الاستعراضي "أوه، كاورد!".
بدأت لجنة الحفاظ على معالم مدينة نيويورك النظر في تصنيف مسرح هايز كمعلم تاريخي في عام 1982،  واستمرت المناقشات حول هذا الأمر لسنوات عدة. وفي 17 نوفمبر 1987 حددت اللجنة الواجهة الداخلية والخارجية للمسرح كجزء من التراث التاريخي. وفي الشهر ذاته أعلن مالكو المسرح عن طرحه في مزاد علني بسعر ابتدائي قدره خمسة ملايين دولار. وقد أقر مجلس تقدير مدينة نيويورك هذه التصنيفات في مارس من العام التالي. وفي الشهر نفسه طُرح المسرح في المزاد وحضر المزاد كل من مسارح جوجامسين ومنظمة نيدرلندر، إلا أنه لم يتقدم أي مشترٍ. وفي أواخر الثمانينيات استضاف المسرح عددًا من العروض المسرحية، منها مسرحية "النيرد" للكاتب لاري شيو في عام 1987،  والمسرحية الموسيقية ذات الشوطين "رومانس/رومانس" في العام التالي. وتلاها في عام 1989 عرض الممثل ماندي باتينكين لمسرحيتي "فستان غير رسمي"،  و"فنان ينزل الدرج".

#### 1990 إلى 2007

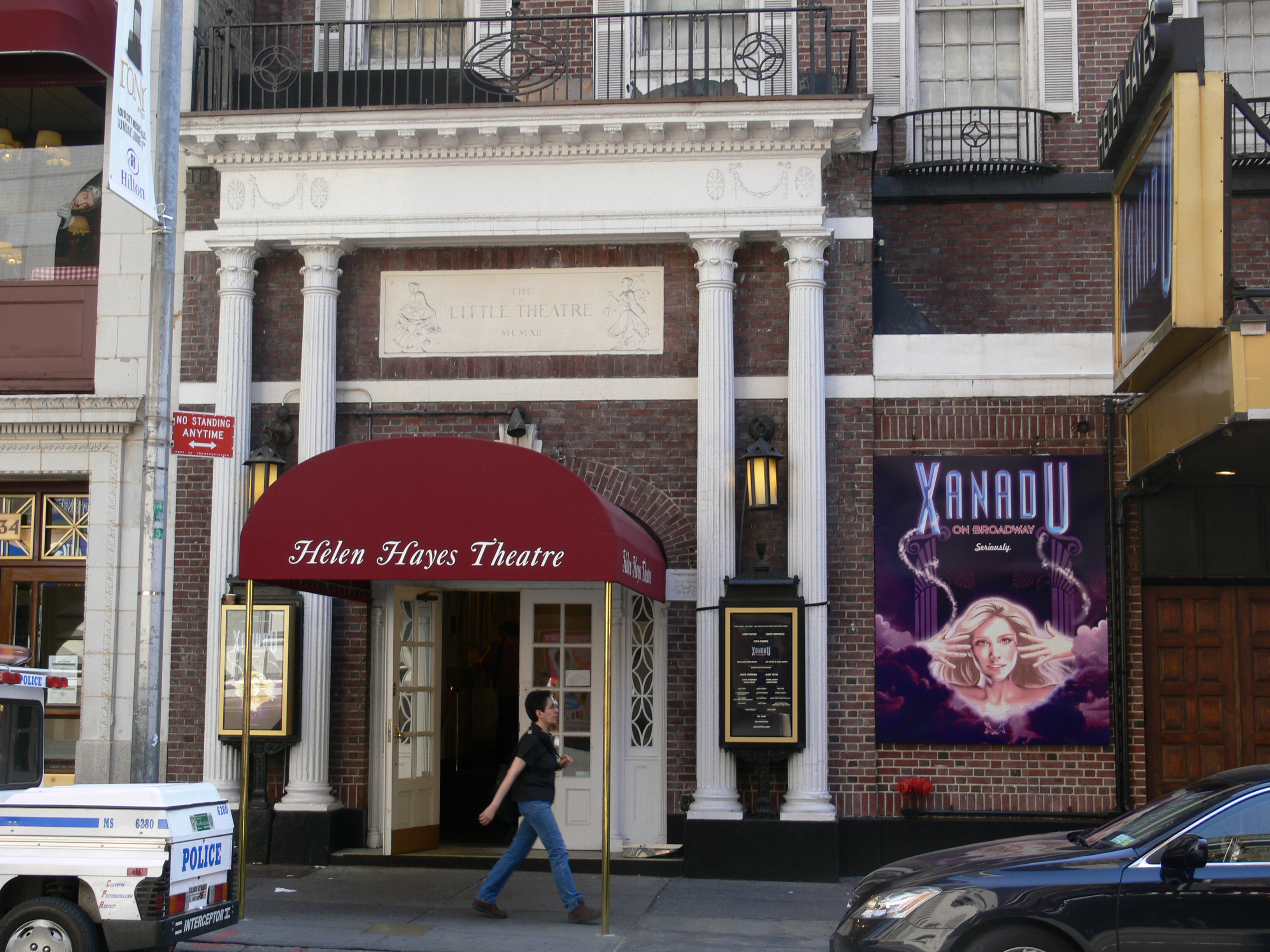
الجزء الخارجي من المسرح في عام 2007

شهد مسرح هيلين هايز في 1990 عرضًا منفردًا قصيرًا للفنانة إستيل بارسونز بعنوان "طريق الآنسة مارجريدا"،  بالإضافة إلى عرض ناجح خارج برودواي بعنوان "مقدمة لقبلة" استمر لمدة عام كامل. وأُعيد تجديد المسرح في عام 1992، ليشهد بعد ذلك عرض المراجعة الموسيقية "نادي المتعة الاجتماعية للرواد العاليين" والمسرحية الموسيقية "ثلاثة من بروكلين" في نفس العام. وفي عام 1993 قدمت الفنانة لين ريدغريف عرضها المنفرد "شكسبير من أجل أبي"،  لتتبعها في العام التالي الفنانة جوان ريفرز بعرضها "سالي مار...ومرافقيها"،  بالإضافة إلى عرض أداء "الأخوة الطائرون كرامازوف". وفي عام 1995 افتتح مونولوج روب بيكر "الدفاع عن الكهف" في مسرح هايز واستمر لمدة تقارب السنتين. وتلا ذلك في عام 1997 مسرحية ألفريد أوري "الليلة الأخيرة من باليهو"، التي قدمت 577 عرضًا قبل أن تُغلق. شملت إنتاجات مسرح هايز في نهاية التسعينيات مسرحية "جيتينغ آند سبيندينغ" في عام 1998،  بالإضافة إلى عروض "فرقة في برلين"،  و"الليل يجب أن يسقط"،  و"نسب ملحمية" في عام 1999.
افتُتحت المراجعة المسرحية "شقراء قذرة" في عام 2000، وحققت نجاحًا باهرًا. تلاها في العام التالي العرض الموسيقي المنفرد "جورج غيرشوين وحده" لممثل المسرح الموسيقي هيرشي فيلدر، إلى جانب المسرحية الموسيقية "باي جيفس"، فضلًا عن الكوميديا السوداء "رائحة القتل" في عام 2002. وقدّم فرانك غورشين عرضًا منفردًا بعنوان "قل ليلة سعيدة غريسي" استمر لمدة 364 عرضًا ابتداءً من عام 2002. وفي العام التالي افتُتحت مسرحية ويليام جيبسون "شرفة غولدا" والتي قدمتها الممثلة توفا فيلدشيا واستمرت في العرض لمدة 493 عرضًا. وخلال عام 2005 استضاف جاكي ميسن كوميديا "عصرنا الطازج" في مسرح هايز، كما قدم المراجعة الكوميدية اللاتينية "لاتينولوجز". وشملت إنتاجات المسرح في عام 2006 عروضًا مثل "جسر ونفق"، "كيكي وهيرب: حي على برودواي"، و"جاي جونسون: الاثنان وفقط". وفي عام 2007 افتُتحت المسرحية الموسيقية "زاناادو" في مسرح هايز واستمرت في العرض لمدة 512 عرضًا. وبينما توفي تيك في نفس العام، استمرت عائلته في امتلاك المسرح بالشراكة مع ماركنسون.

### سيكند ستيج

#### البيع والاستمرار في الإنتاج
في يوليو 2008 أعلن ماركنسون وعائلة تيك عن نيّتهم بيع مسرح هايز إلى مسرح سيكند ستيج، الذي كان يعتزم تولي إدارة المسرح في عام 2010. وقد جمع مسرح سيكند ستيج مبلغًا قدره 35 مليون دولار لتمويل عملية الشراء والتجديد. 1] وفي هذه الأثناء قُدم "عرض الثلج" لسلافا بشكل محدود في مسرح هايز خلال موسم الشتاء لعامي 2008 و2009. كما انتقلت مسرحية "الخطوات التسعة والثلاثون" إلى مسرح هايز في عام 2009، واستمرت لمدة عام قبل أن تنتقل إلى خارج برودواي. في عام 2010 أطلق "مسرح سيكند ستيج" حملة رأسمالية بقيمة 45 مليون دولار، مع التزامات بنصف هذا المبلغ، وكان يُخطط لبيع حقوق تسمية المسرح مقابل 15 مليون دولار. وقد أكملت شركة بيفر بارتنرز خُططًا لتجديد الجزء الداخلي من المسرح. وفي نفس العام عرض مسرح هايز مسرحية "الخريف القادم"،  وكذلك العرض المنفرد لكولين كوين "قصة طويلة قصيرة"،  الذي سُجل كعرض خاص لقناة إتش بي أو. انتقلت المسرحية الموسيقية الشعبية "روك أوف إيجز" إلى مسرح هايز في عام 2011،  واستمرت لأربع سنوات. وحققت "روك أوف إيجز" رقمًا قياسيًا في شباك التذاكر لمسرح هيلين هايز، حيث حققت 744,667 دولار في تسعة عروض في ديسمبر 2012.
بعد أن جمعت شركة "سيكند ستيج" المال الكافي لشراء المسرح، طلبت عائلة تيك وماركنسون تأجيل عملية البيع إلى حين انتهاء عرض "روك أوف إيجز". وفي فبراير 2015، رفعت شركة "سيكند ستيج" دعوى قضائية ضد ملاك مسرح هايز، مدعية تخلفهم عن تنفيذ اتفاقية البيع التي أبرمت في عام 2008 . وزعمت الشركة أن العائلة تسعى إلى إبطال البيع عن طريق التعجيل بإنهائه. ورغم أن موعد إتمام البيع كان مقررًا في 17 فبراير، إلا أن الشركة لم تكن تملك المبلغ الكافي لتغطية سعر الشراء البالغ 25 مليون دولار. وبحلول ذلك الوقت كانت تكاليف الاستحواذ وتجديد المسرح قد ارتفعت إلى 58 مليون دولار، مقارنة بـ 35 دولار في السابق. وردًا على ذلك، صرح ماركنسون بأنه سيبيع المسرح بالسعر المتفق عليه البالغ 24.7 مليون دولار إذا تمكنت الشركة من توفير المبلغ المطلوب. وفي أبريل 2015 حُل النزاع بانتهاء عملية بيع مسرح هايز إلى "سيكند ستيج". وأصبحت "سيكند ستيج" إحدى الشركات المسرحية غير الربحية الأربع التي تمتلك وتدير مسارح برودواي. وقبل البدء في أعمال التجديد المُخطط لها استضاف مسرح هايز عروضًا قصيرة للعرض الناجح خارج برودواي "دامز آت سي" في 2015،  ثم عرض "ذا هيومانس" في 2016.

#### التجديد وإعادة الافتتاح

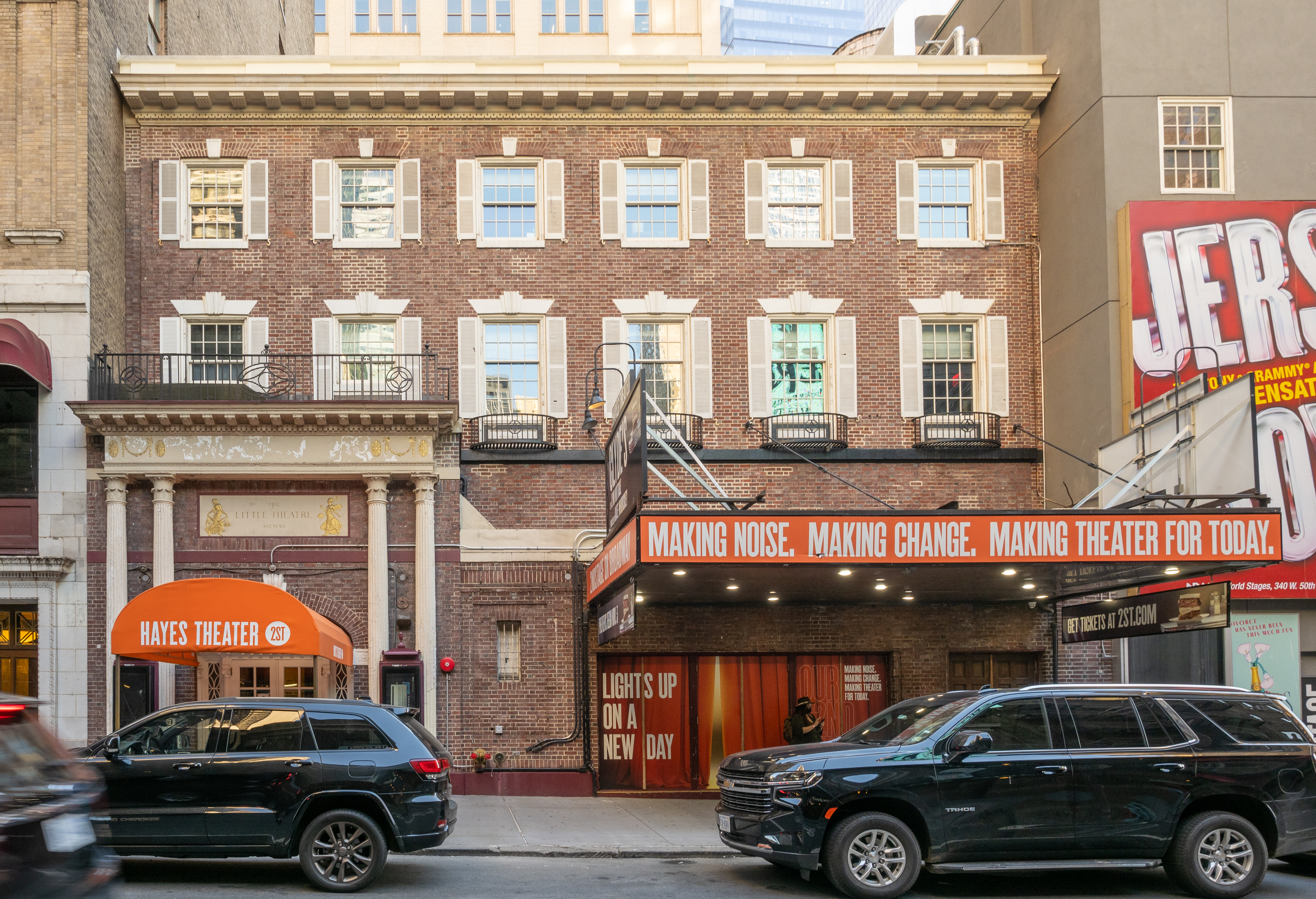
صورة للمسرح في عام 2021

انتقل عرض "ذا هيومانس" إلى مسرح آخر في يوليو 2016 لإفساح المجال لتجديد مسرح "سيكند ستيج". وفي النهاية، أنفقت سيكند ستيج مبلغًا قدره 64 مليون دولار أمريكي، شمل ذلك 28 مليون دولار أمريكي لشراء المسرح فعليًا، و22 مليون دولار أمريكي للتجديد، و24 دولار أمريكي للبرمجة. وقد تواصل السيد جوردان روث من مسارح جوجامسين، التي تدير مسرح سانت جيمس المجاور، مع إدارة مسرح "سيكند ستيج" حول إمكانية تجديد كلا المسرحين في الوقت نفسه. وباعت "سيكند ستيج" الزقاق الواقع بين المسرحين إلى جوجامسين،  مما ساعد "سيكند ستيج" على تمويل تكلفة تجديد مسرح هايز. وقد عُيّنت مجموعة ديفيد روكويل كمهندس معماري للمشروع. وأضاف المشروع مصعدًا، ودورات مياه، وأنظمة ميكانيكية جديدة. بالإضافة إلى ذلك نُقلت غرف الملابس من القبو إلى الطابق الثالث.
خططت شركة "سيكند ستيج" لاستضافة أعمال كتاب مسرحيين أمريكيين معاصرين، وخاصة من النساء والكتاب المنتمين إلى الأقليات، في مسرح هايز. كان هذا النهج مناقضًا لما كانت تمارسه المسارح الأخرى في برودواي، التي كانت تُفضل عادةً إعادة إحياء أعمال لكتاب مسرحيين راحلين، بالإضافة إلى استضافة أعمال أجنبية. وكان أول إنتاج لشركة "سيكند ستيج" في مسرح هايز مسرحية "بطل الردهة" لكينيث لونيرغان، التي افتتحت في مارس عام 2018. وتلاها في العام نفسه عرض "الرجال البيض المستقيمون" للكاتبة يونغ جين لي،  وإحياء لمسرحية "ثلاثية أغنية الشعلة". لاحقًا في عام 2019 استضاف المسرح عرض "ما يعنيه الدستور لي" لهيدي شريك،  ومسرحية "ليندا فيستا" لتريسي ليتس. وكان من المقرر أن يقدم مسرح هايز عرضين في أوائل عام 2020 وهما "آفاق كبيرة" لبيس ووهل، وإحياء لمسرحية "خذني للخارج" لريتشارد غرينبرغ،  وقد عُرضت مسرحية "آفاق كبيرة" فعليًا من يناير إلى مارس 2020. ولكن أُغلقت جميع مسارح برودواي مؤقتًا في 12 مارس 2020 بسبب جائحة كوفيد-19،  وأُجل عرض مسرحية "خذني للخارج".
أُعيد افتتاح مسرح هايز في 3 نوفمبر 2021 بعروض تمهيدية لمسرحية "كلايدز" للكاتب لين نوتاج،  وفي أبريل من العام التالي عُرضت مسرحية "خذني للخارج"، وذلك بعد تأخير دام عامين عن موعد عرضها الأصلي. تلا ذلك عرض مسرحية "عداء الطائرة الورقية" لماثيو سبانجلر في يوليو، ثم مسرحية "بين ريفرسايد وكريزي" لستيفن أدلي غيرغيس في ديسمبر. وفي أبريل 2023 استضاف مسرح هايز مسرحية "لعبة عيد الشكر" للاريسا فاستهورس لمدة شهرين. تلتها في يوليو مسرحية "الكوخ" لساندي رستن،  ثم مسرحية "مناسب" لبندن جاكوبز جينكنز في نوفمبر. وفي أبريل من العام التالي عُرضت "مسرحية الأم" واستمرت لمدة شهرين،  لتليها مسرحية "وظيفة" بين شهري يوليو وأكتوبر. أما بالنسبة لموسم 2024-2025، فمن المقرر أن يستضيف المسرح مسرحية "طائفة الحب" للكاتبة ليسلي هيدلاند،  ومسرحية "الغاية" لبراندن جاكوبز جينكنز في مارس 2025.

## إنتاجات بارزة
تُسرد الإنتاجات حسب سنة العرض الأول.

### ليتل ثياتر
- 1912: شؤون أناتول.[54]
- 1912: سنو وايت والأقزام السبعة.[56][340]
- 1912: روذرفورد وابنه.[58]
- 1913: المتسكع.[63]
- 1914: الحقيقة.[341]
- 1918: رحلة قصيرة.[78][87]
- 1919: من فضلك تزوج.[82]
- 1920: قضية ماما.[342]
- 1920: ما وراء الأفق.[85]
- 1920: مسرحية هو وهي.[343]
- 1920: حلم ليلة منتصف الصيف.[344]
- 1920: مسرحية السنة الأولى.[86]
- 1924: ليتل جيسي جيمس.[345]
- 1925: مدرسة الفضائح.[346]
- 1926: مطلوب فتاتان.[102][100]
- 1928: آلهة البرق.[347]
- 1929: دعونا نكون مرحين.[106][348]
- 1930: لندن تنادي.[349]
- 1931: السيدة القمرية.[350]
- 1933: يوم أحد بعد الظهر.[351][352]
- 1934: السيدة من البحر.[353]
- 1937: وردة أيبي الإيرلندية.[135][354]
- 1941: الليلة الثانية عشرة أو كما تشاء.[355][356]
- 1964: الديبك.[357]
- 1964: الموضوع كان الورود.[177]
- 1975: رجل على القمر.[192]
- 1976: العداء يتعثر.[195]
- 1977: حفلة مع بيطي كومدن وأدولف غرين.[358]
- 1977: الجوزاء.[199][359]
- 1982: ثلاثية الشعلة.[207][360]

### مسرح هيلين هايز (1983–2017)
- 1985: الأخبار.[210][361]
- 1986: مومينشانتز: "العرض الجديد".[214][362]
- 1986: أوه، كاوارد!.[215]
- 1987: الغبي.[224]
- 1988: رومانس/رومانس.[226]
- 1989: ماندى باتنكين في حفل موسيقي: "ملابس كاجوال".[228]
- 1989: نزول الفنان على الدرج.[230]
- 1990: طريقة الآنسة مارجريدا.[232]
- 1990: مقدمة لقبلة.[234]
- 1993: شكسبير لأجل والدي.[241]
- 1994: الإخوة كارامازوف الطائرون "يحققون المستحيل".[245]
- 1995: الدفاع عن رجل الكهف.[247]
- 1997: الليلة الأخيرة في باليهو.[249]
- 1999: يجب أن يسقط الليل.[255][363]
- 1999: أبعاد ملحمية.[256]
- 2000: الشقراء القذرة.[364]
- 2001: هيرشي فيلدر.[365]
- 2001: بواسطة جيفس.[366]
- 2002: رائحة القتل.[367]
- 2002: قل ليلة سعيدة، غرايسي.[260]
- 2003: شرفة جولدا.[262]
- 2005: جاكي ميسن: طازج معصور.[264]
- 2005: لاتينولوجيز.[266]
- 2006: جسر ونفق.[368]
- 2006: كيكي وهيرب: على قيد الحياة في برودواي.[369]
- 2006: جاي جونسون: الواحد والوحيد.[370]
- 2007: زانادو.[268]
- 2008: عرض سلافا الثلجي.[272]
- 2009: الخطوات الـ 39.[274]
- 2010: السقوط القادم.[277]
- 2010: كولين كوين: قصة طويلة قصيرة.[279]
- 2011: موسيقى الروك الخالدة.[283]
- 2015: سيدات على البحر.[294]
- 2016: البشر.[296]

### مسرح هايز (سيكند ستيج)
- 2018: بطل البهو.[305]
- 2018: رجال بيض مستقيمون.[307]
- 2018: شعلة.[371]
- 2019: ما الذي يعنيه لي الدستور.[310]
- 2019: ليندا فيستا.[312]
- 2020: آفاق عظيمة.[315][316]
- 2021: كليدز.[372][322]
- 2022: خذني للخارج.[320][321]
- 2022: عداء الطائرة الورقية.[323][324]
- 2022: بين ريفرسايد والجنون.[325][326]
- 2023: مسرحية عيد الشكر.[327][328]
- 2023: الكوخ.[329][330]
- 2023: ملائم.[331][332]
- 2024: مسرحية الأم.[333][334]
- 2024: عمل.[335]
- 2024: عبادة الحب.[336]
- 2025: هدف.[337]